# Presión sanguínea invasiva
La presión sanguínea invasiva es un método para medir la presión sanguínea internamente usando un catéter sensitivo IV insertado en una arteria, lo que proporciona una lectura más exacta de la presión sanguínea del paciente en ese momento. Es usado normalmente cuando se prevén variaciones rápidas de la presión sanguínea.